# 江戸重長
江戸 重長（えど しげなが）は、平安時代末期から鎌倉時代初期の武将・御家人。武蔵江戸氏2代当主。

## 生涯
治承4年（1180年）8月17日の源頼朝の挙兵に対し、平家方で同族の秩父一族である畠山重忠は、相模国まで出陣し8月24日に由比ヶ浜で源氏方の三浦氏を襲うが退けられる。平家の重恩に報わんがため、由比ヶ浜での會稽（敗戦の屈辱）をすすがんがため、再度三浦氏を襲おうとした重忠は、一族の総領家である河越重頼に援軍の要請をする。要請に応じた河越重頼と共に武蔵国の武士団数千騎を率いた衣笠城合戦に重長も参戦し、8月26日に三浦氏の本拠である衣笠城を攻め、翌27日辰の刻には、齢八十余にして扶持する人無き三浦大介義明を討ち取った（『吾妻鏡』8月26、27日条）。
『吾妻鏡』9月28日条によると、頼朝は秩父一族の切り崩しを図って重長に使いを送り、「大庭景親の催促を受け、石橋山で合戦に及んだのはやむを得ない事だが、以仁王の令旨の通り（頼朝に）従うべきである。畠山重能（重忠の父）・小山田有重が在京している今、武蔵国は汝が棟梁である。もっとも頼りにしているので近辺の武士達を率いて参上せよ」と伝える。一方で翌29日条には重長が景親に味方して今になっても来ないので、やはり追討すべきとして同じ秩父氏で頼朝方に付いていた葛西清重に、大井の要害に重長を誘い出し、討ち取るように命じている。
10月2日、勢力を回復した頼朝軍が武蔵に入ると、4日、重長は畠山重忠、河越重頼と共に頼朝に帰伏する。翌日、重長は頼朝から武蔵の在庁官人や諸郡司を統率して国の諸雑事を沙汰する権限を与えられた。
文治5年（1189年）7月の奥州合戦に従軍、建久6年（1195年）3月の東大寺落慶供養の頼朝上洛に供奉。
同族の河越重頼、畠山重忠は鎌倉幕府初期における内部の勢力争いによって滅ぼされたが、重長は一族の重鎮として幕府に仕え、子孫も長く繁栄した。
江戸氏の菩提寺である東京都世田谷区の慶元寺に、重長の供養塔である五輪塔と銅像がある。

## 画像集

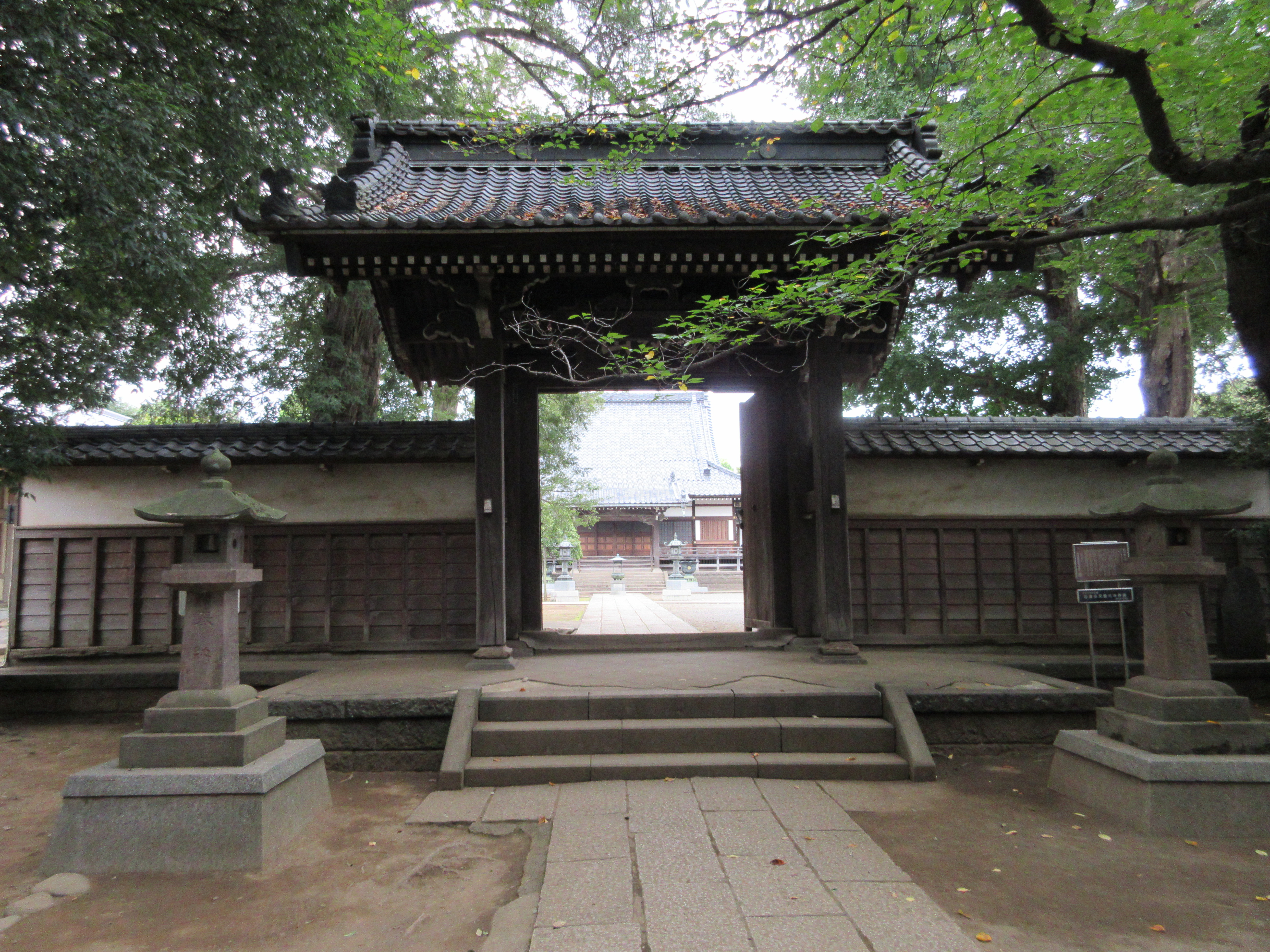
慶元寺（世田谷区）（東京都世田谷区喜多見4‐17‐1）
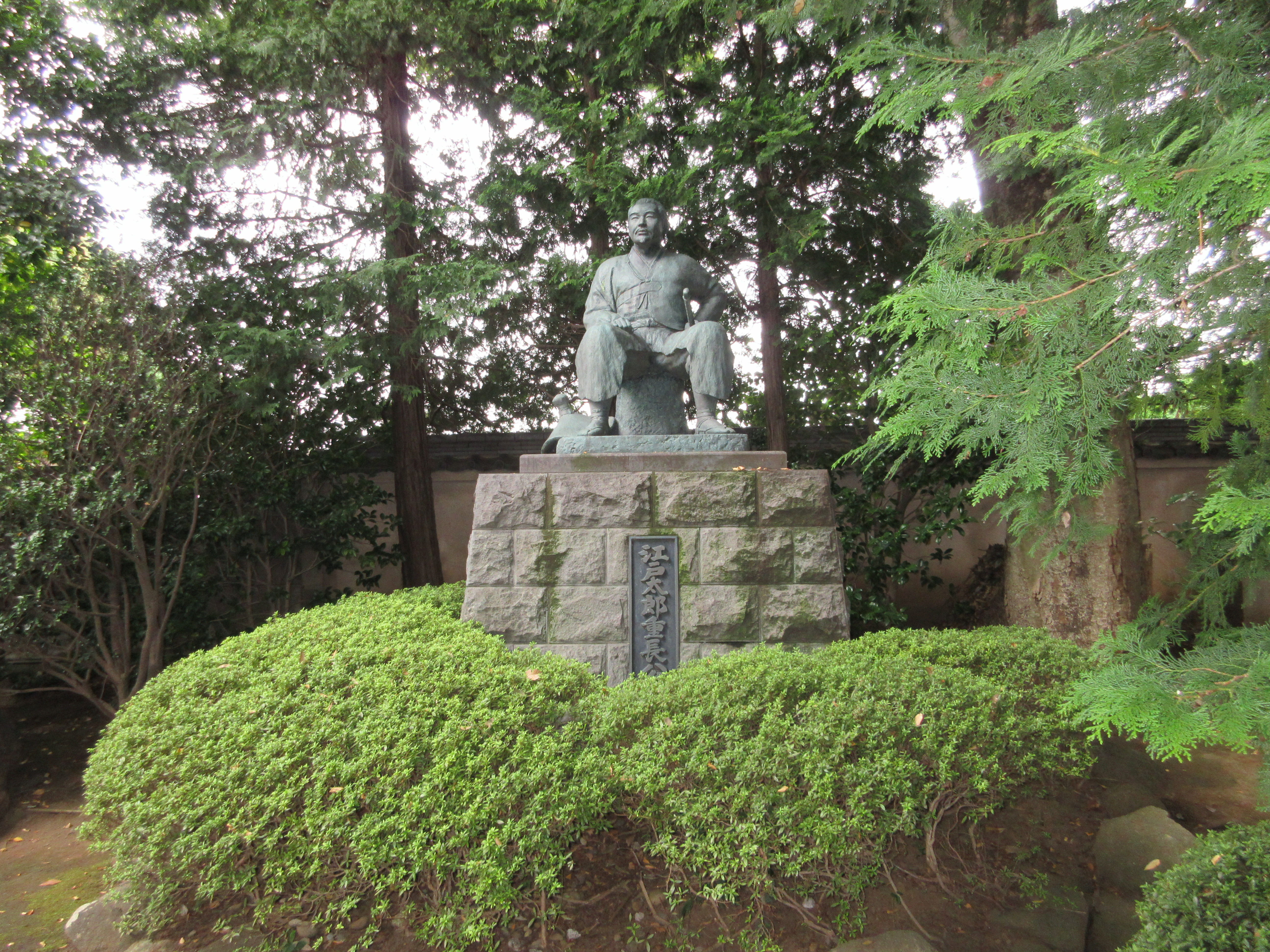
江戸太郎重長公像（慶元寺向って右側墓所手前）
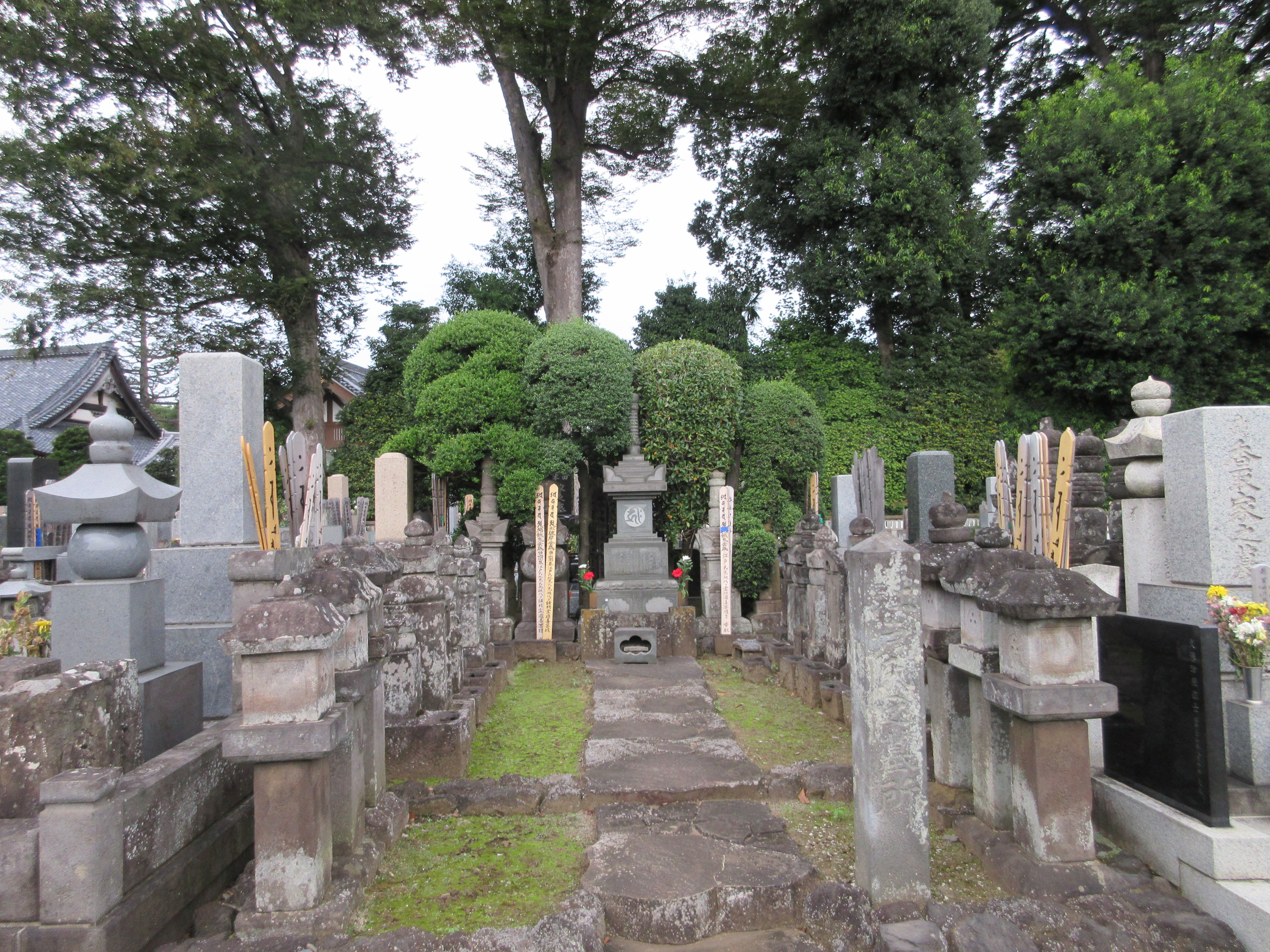
江戸氏喜多見氏墓所（慶元寺境内墓所内、卒塔婆は北見氏）
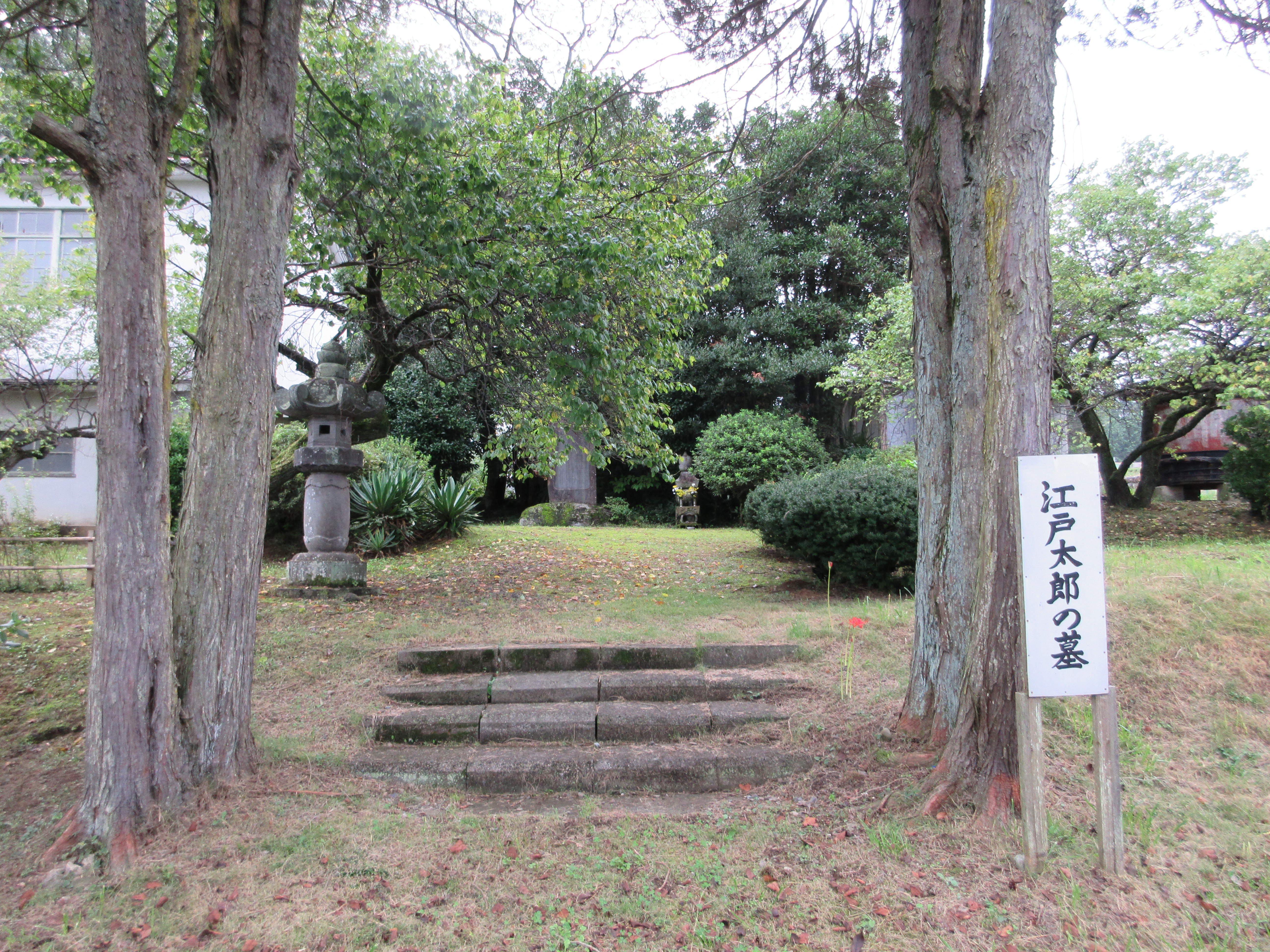
江戸太郎の墓（秩父市）（埼玉県秩父市大宮5665‐4）